# Кротошин
Кротошин (пољ. Krotoszyn) град је у Пољској у Војводству великопољском. По подацима из 2012. године број становника у месту је био 29 577.

## Становништво
| 2012.  |
| ------ |
| 29 577 |